# Puchaczów (gmina)
Puchaczów (daw. gmina Brzeziny) – gmina wiejska w województwie lubelskim, w powiecie łęczyńskim. W latach 1975–1998 gmina położona była w województwie lubelskim.
Siedziba gminy to Puchaczów.
Według danych z 30 czerwca 2004 gminę zamieszkiwało 4800 osób.

## Struktura powierzchni
Według danych z roku 2002 gmina Puchaczów ma obszar 91,71 km², w tym:
- użytki rolne: 75%
- użytki leśne: 10%

Gmina stanowi 14,47% powierzchni powiatu.
Na terenie Gminy (2,5 km na północny wschód od Puchaczowa) znajduje się kopalnia węgla kamiennego „Bogdanka”.

## Demografia

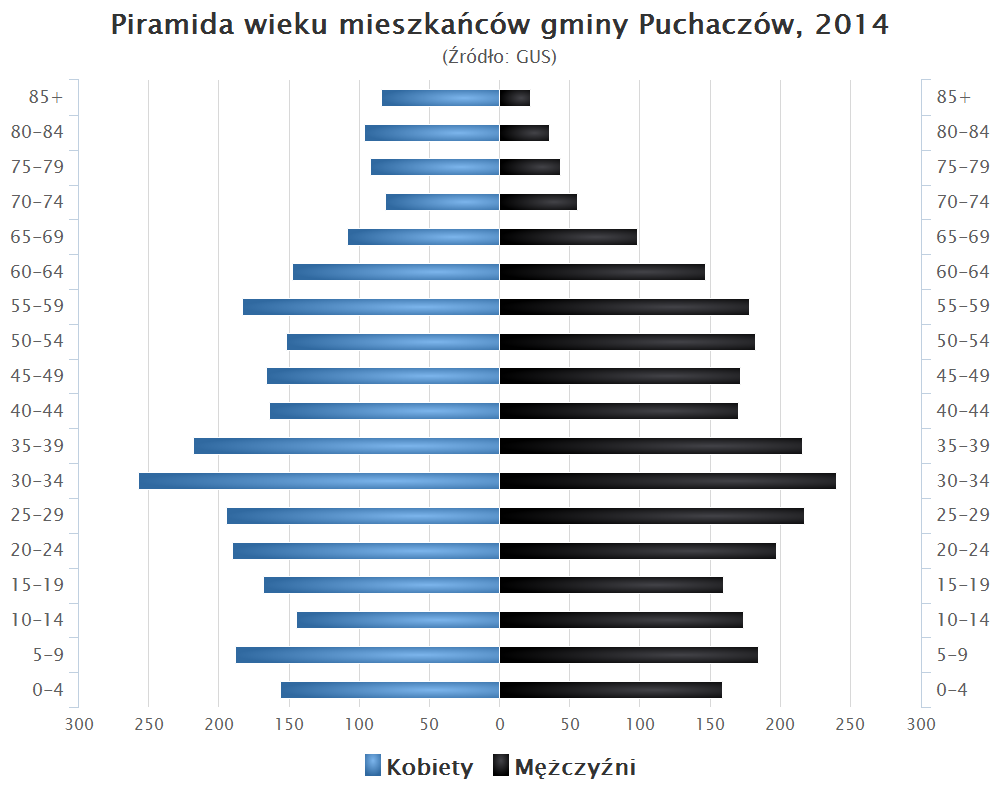
Piramida wieku mieszkańców gminy Puchaczów w 2014 roku

Dane z 30 czerwca 2004:
| Opis                              | Ogółem | Ogółem | Kobiety | Kobiety | Mężczyźni | Mężczyźni |
| --------------------------------- | ------ | ------ | ------- | ------- | --------- | --------- |
| jednostka                         | osób   | %      | osób    | %       | osób      | %         |
| populacja                         | 4800   | 100    | 2453    | 51,1    | 2347      | 48,9      |
| gęstość zaludnienia (mieszk./km²) | 52,3   | 52,3   | 26,7    | 26,7    | 25,6      | 25,6      |

## Sołectwa
Albertów, Bogdanka, Brzeziny, Ciechanki, Kolonia Ciechanki, Jasieniec, Nadrybie-Dwór, Nadrybie Ukazowe, Nadrybie-Wieś, Ostrówek, Puchaczów, Stara Wieś, Szpica, Turowola, Turowola-Kolonia, Wesołówka, Zawadów.

## Sąsiednie gminy
Cyców, Ludwin, Łęczna, Milejów, Siedliszcze